# Дикая игра
«Дикая игра» (англ. Wild Game) — будущий драматический фильм, сценариста и режиссёра Джейсона Холла. Главные роли в фильме исполнили Кейси Аффлек и Майлз Теллер. Экранизация одноимённого романа Фрэнка Бергона, основанного на реальных событиях.

## Сюжет
Офицер по рыболовству и охоте Джек Иригарай во время обычного задержания браконьера в пустыне Блэк-Рок вступает в тяжёлую схватку с отступником Клодом Далласом. Этот судьбоносный опыт ввергает его в неустанный поиск мести, размывая границы между справедливостью и одержимостью.

## В ролях
- Кейси Аффлек — Джек Иригарай
- Майлз Теллер — Клод Даллас

## Производство
В феврале 2025 года стало известно, что Джейсон Холл станет сценаристом и режиссёром фильма «Дикая игра», главные роли получили Кейси Аффлек и Майлз Теллер. На Европейском кинорынке права на фильм «Дикая игра» продаёт компания Capstone, а продажами на внутреннем рынке занимаются CAA Media Finance, Range Select и UTA Independent Film Group. Продюсерами фильма стали Фред Бергер и Брайан Кавано Джонс, а также Теллер и Аффлек также выступают в роли исполнительных продюсеров.
Теллер также выразил своё волнение по поводу предстоящих съёмок, сказав: «Я с нетерпением жду возможности воссоединиться с Джейсоном Холлом в „Дикой игре“. В прошлом мы отлично поработали над фильмом „Спасибо за вашу службу“, и я знаю, что он привнесёт в эту историю невероятную глубину».
Съёмки фильма начнутся весной 2025 года.